# الاتحاد الدولي للملاكمة النسائية
الاتحاد الدولي للملاكمة النسائية (IWBF ) هو واحد من أكثر المنظمات المعترف بها في منظمات البطولة العالمية للقتال ملاكمة سيدات. يقع مقر المنظمة في هنتنغتون، نيويورك .
تأسس الاتحاد في عام 1992. برئاسة فرانكي «جي» غلوبوشوتز .